# Ahmed Dhieb
Ahmed Dhieb (arabe : أحمد ذياب), né le 14 février 1946 à Sfax, est un médecin, universitaire et traducteur tunisien.
Partisan de l'arabisation de l'enseignement médical, à commencer par celui de l'anatomie, il est également connu comme l'un des promoteurs de l'arabisation dans le monde arabe.

## Biographie
Né de parents pauvres, Ahmed Dhieb est inscrit à l'école coranique à l'âge de cinq ans mais, comme ses cousins se rendent à l'école franco-arabe, sa mère l'y inscrit à l'insu de son père. Lorsque, des mois plus tard, il apprend ce changement, il jure qu'au premier échec de son fils, il mettrait fin à cette inscription. Ayant terminé sa sixième année, à l'âge de 12 ans, son père décide de mettre fin à sa scolarité, préférant lui faire apprendre un métier. Cependant, le jeune Ahmed demande de l'aide aux responsables de la maison de bienfaisance de Sfax pour le mettre à l'abri. Quittant définitivement ses parents, il travaille dur pour obtenir des prix d'excellence et le baccalauréat scientifique avec mention.
Son séjour dans cette maison de bienfaisance, hors de tout lien familial et avec d'autres enfants pauvres, orphelins et nés de parents inconnus, forge son tempérament. Il finit par partir sans bourse en France, exerçant de petits métiers afin d'assurer le coût de ses études médicales ; il obtient un doctorat en médecine et un autre en biologie humaine (anatomie et anthropologie humaine), ainsi qu'une agrégation en anatomie et chirurgie. Devenu externe puis interne des hôpitaux de Paris et assistant à la faculté de médecine de Paris, il se bat en Tunisie pour la création de la faculté de médecine de Sfax, où il devient assistant, et pour un enseignement de la médecine moderne mais adapté à son environnement arabophone et tenant compte des particularités de la région.
Il écrit près de cinquante ouvrages mettant en valeur à la fois l'apport de la médecine arabo-islamique et la terminologie arabe. Il est par ailleurs le pilier des différents dictionnaires bilingues et trilingues que l'Organisation mondiale de la santé (OMS) édite et fait partie du comité des trois ayant unifié la terminologie anatomique mais aussi médicale arabe. Professeur titulaire en médecine et en traduction scientifique, il exerce la chirurgie orthopédique dans des hôpitaux publics et privés.
En 1997, le président Zine el-Abidine Ben Ali le charge d'édifier le musée national de la médecine dans lequel est présentée une collection de 450 instruments de médecine arabo-islamiques.

## Associations et sociétés scientifiques
- Membre de la Société tunisienne des sciences médicales
- Membre de la Société anatomique de Paris
- Membre de l’Association des anatomistes de langue française
- Membre de la Société maghrébine de chirurgie orthopédique et traumatologique
- Membre de la Société française de chirurgie orthopédique et traumatologique
- Membre de la Société internationale de chirurgie orthopédique et traumatologique
- Membre de la Société internationale d'histoire de la médecine
- Membre fondateur et ancien président de la Société tunisienne d’histoire de la médecine et de la pharmacie
- Membre de l’Académie tunisienne des sciences, des lettres et des arts
- Membre de l’Académie libyenne de la langue arabe
- Membre fondateur et secrétaire général de la Société de défense de la langue arabe
- Membre fondateur et président de la Société de la langue arabe
- Membre de la rédaction de la revue Taarib Ettarib (Koweït)
- Membre de la Ligue tunisienne de lutte contre le rhumatisme
- Membre de la Société tunisienne des maladies de l’appareil locomoteur
- Membre du comité pour le dictionnaire médical unifié de l’OMS